# Marcello Piacentini

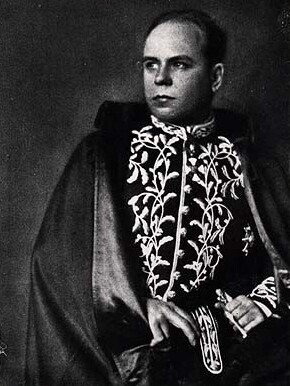
Piacentini en una foto publicada por la revista Capitolium.

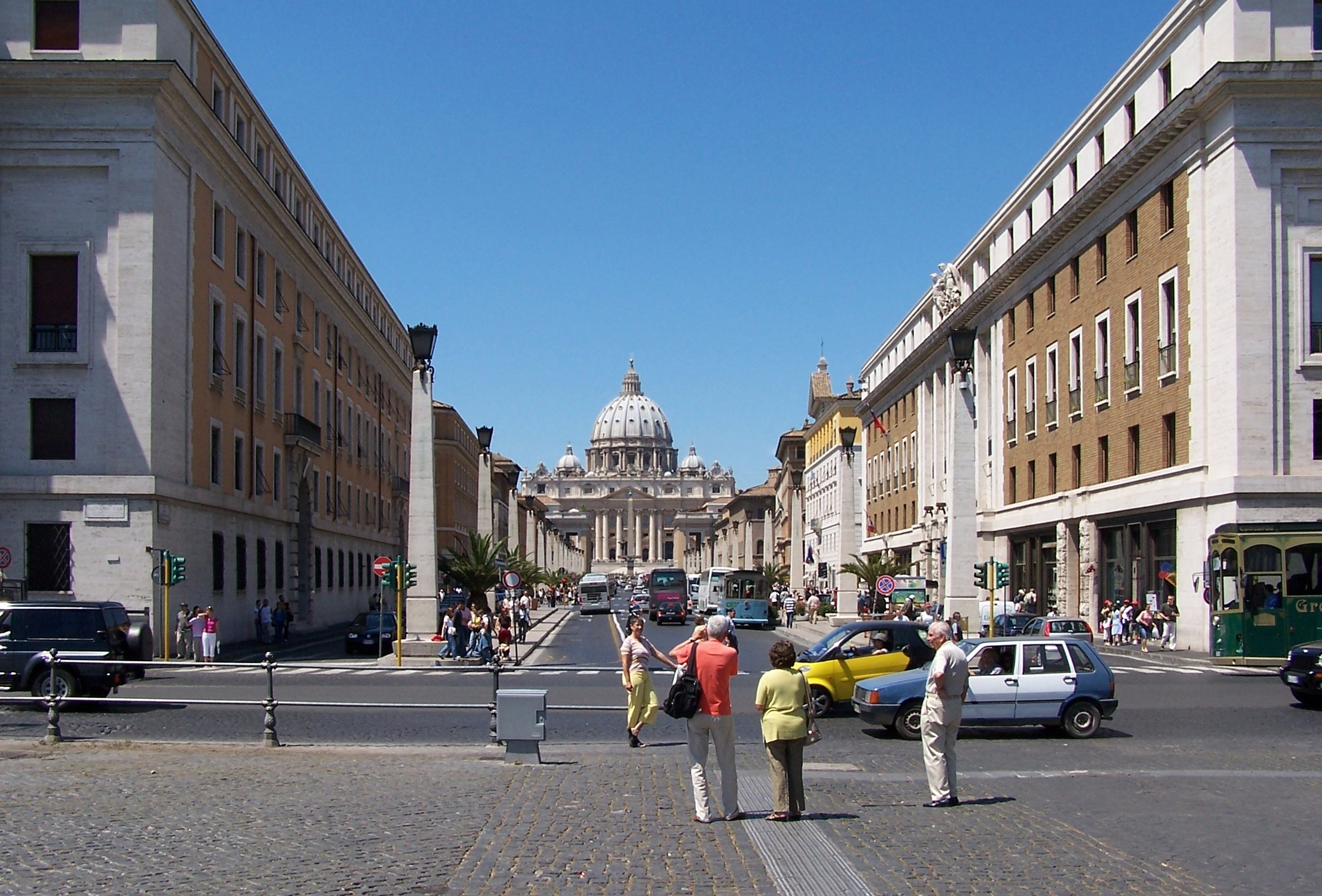
Vía della Conciliazione de Roma, la obra de reordenación urbanística más importante de Piacentini.

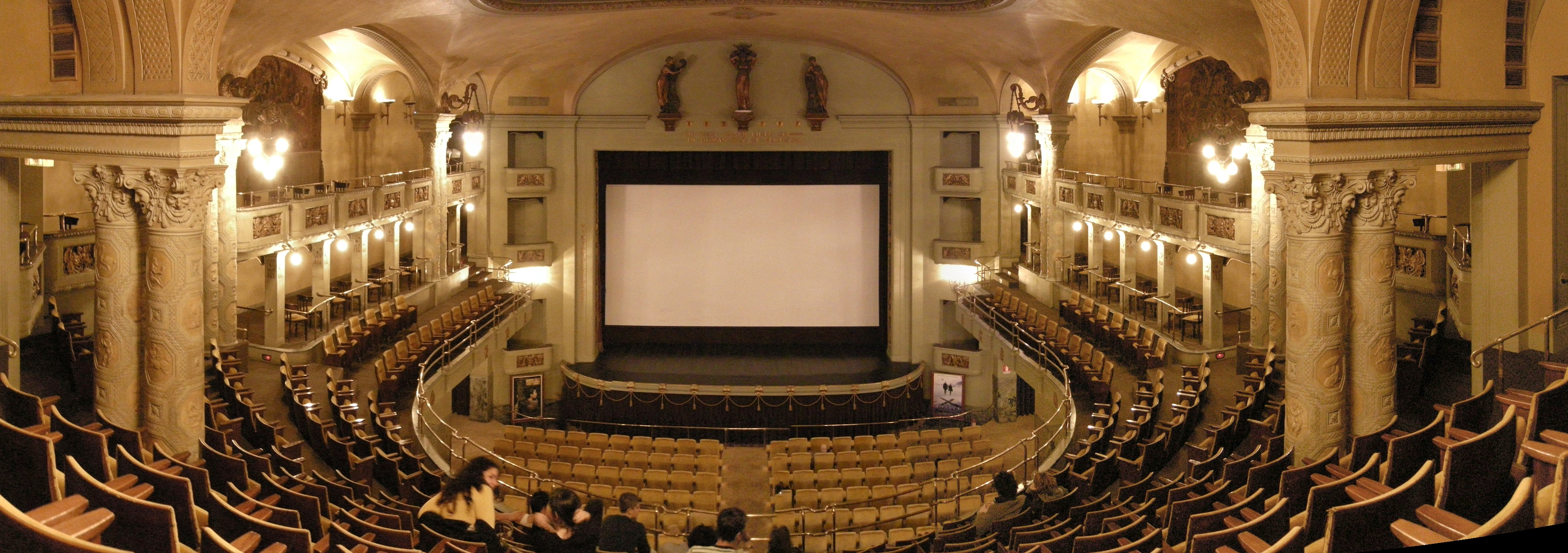
Interior del Cine-Teatro Odeón de Florencia, obra de Piacentini.

Marcello Piacentini (Roma, 8 de diciembre de 1881 - Roma, 19 de mayo de 1960) fue un arquitecto y urbanista italiano. Durante la época fascista trabajó intensamente en toda Italia y se consolidó su imagen de arquitecto favorito de Benito Mussolini y del Fascismo. Fue en Roma donde tuvo sus encargos de mayor importancia: sus intervenciones modificaron notablemente el aspecto de la ciudad. Los edificios de Piacentini se caracterizan por su monumentalidad de inspiración clásica. Creó un estilo que podría denominarse Neoclasicismo simplificado, a mitad de camino entre los presupuestos estéticos del grupo de arquitectos Novecento (Muzio, Lancia, Gio Ponti, etcétera) y los del racionalismo arquitectónico italiano del Gruppo 7 e MIAR de Giuseppe Terragni, Giuseppe Pagano o Adalberto Libera.

## Inicios y años del Fascismo
Hijo del arquitecto Pio Piacentini, Marcello conoció el éxito profesional muy pronto: con sólo veintiséis años (en 1907) participó en el concurso para reordenar el centro urbano de Bérgamo (que llevará a cabo entre 1922 y 1927). Entre los encargos más prestigiosos que recibió Piacentini destacan la dirección general de los trabajos y la coordinación urbanístico-arquitectónica de la Ciudad Universitaria de Roma (1935) y la supervisión de la arquitectura, los parques y jardines del E42, terrenos de la Esposizione Universale Roma (Exposición Universal de Roma) que debía haberse celebrado en 1942. En este proyecto trabajaron también los arquitectos Luigi Piccinato, Giuseppe Pagano, Luigi Vietti y Ettore Rossi). En el caso de la Ciudad Universitaria, Piacentini permitió a los jóvenes arquitectos que trabajaban a sus órdenes (como Giovanni Michelucci, Gaetano Rapisardi y otros) cierta libertad de expresión personal, en el caso del E42 prevalecieron los criterios de Piacentini y se adoptaron las soluciones más monumentales, características de su estilo. Con todo, los avatares políticos y las continuas revisiones del proyecto de la Exposición Universal hicieron que, a la postre, el resultado final variara considerablemente del planteamiento original de Piacentini.
En los planes de reforma urbanística de Livorno siguió los principios de la arquitectura racionalista italiana entonces en vigor: concebía el centro de las ciudades con funciones comerciales y administrativas y trazaba las calles buscando el realce de los edificios. En otras ocasiones siguió criterios muy discutibles, demoliendo barrios enteros para limpiar los alrededores de los edificios singulares de los centros históricos o creando vías radiales en las ciudades. Entre las reformas urbanísticas más discutidas de Piacentini se encuentra la demolición de los edificios de la Spina di Borghi en el Vaticano para abrir la Vía della Conciliazione, proyecto elaborado en 1936 y llevado a término en 1950 junto al arquitecto Attilio Spaccarelli.

## Años de la posguerra
Piacentini fue profesor de Urbanismo en la Escuela de Arquitectura de la Universidad de La Sapienza, si bien fue apartado brevemente de la docencia por sus simpatías fascistas. Se jubiló siendo catedrático de Arquitectura en 1955. En esos años se encarga de proyectos como la reforma del Teatro de Ópera de Roma, cuya poco afortunada fachada el arquitecto Ludovico Quaroni ha atribuido en una entrevista al periódico Il Messaggero a un colaborador anónimo de Piacentini. Su última obra arquitectónica fue el Palazzo dello Sport (actualmente llamado Palalottomatica) en el Eur (1960), diseñado junto a Pier Luigi Nervi.
Su última intervención urbanística consistió en la regulación del plano urbano de Bari (1950), proyecto firmado por Piacentini junto a Giorgio y Alberto Calza Bini. Formó parte también de una primera comisión elaboradora del plan regulador de Roma que finalmente será adoptado en 1962, en la que defendió los principios urbanísticos que mantenía desde los tiempos del fascismo. En este caso, sin embargo, no pudo imponer su criterio.

## Desprestigio y posterior revalorización póstuma
Tras una larga enfermedad, Piacentini murió en 1960. El prestigio de su obra decayó mucho y se la juzgó muy peyorativamente. Bruno Zevi afirmó que Piacentini, como arquitecto, había muerto en 1911. Con todo, últimamente se han reconocido algunos de sus méritos, como la ampliación de la Via Roma de Turín (1936) o el proyecto urbanístico original para el Eur de Roma.

## Cronología de las obras arquitectónicas de Piacentini
- 1910, Bruselas: pabellón italiano de la Exposición Universal.
- 1912-1928, Mesina: Palacio de Justicia.
- 1913, Roma: Villetta Rusconi.
- 1915-1917, Roma: Cinema Corso.
- 1916-1918, Roma: Villa Nobili.
- 1922, Florencia (en colaboración con Ghino Venturi): Cine-Teatro Savoya (hoy conocido como Odeón), en el Palazzo dello Strozzino.
- 1925, Roma: Restauración de la Villa Madama.
- 1926-1958, Roma: reformas en el Teatro de la Ópera de Roma.
- 1928, Bolzano: Monumento a la Victoria.
- 1931, Roma: Palazzo delle Corporazioni, situado en Vía Veneto (actualmente sede del Ministero dello Sviluppo Económico).
- 1931, Génova: Arco de la Victoria, dedicado a los genoveses caídos durante la Primera Guerra Mundial.
- 1932-1941: Regio de Calabria: Museo Nacional de la Magna Grecia.
- 1933, Milán: Palacio de Justicia.
- 1935-1940, Génova: Torre Piacentini.
- 1936, Roma: Rectorado de la Universidad de La Sapienza.
- 1938, Livorno: Proyecto de reforma urbanística del centro histórico y de la Piazza Grande.
- 1938-1942, Roma: planificación del E42 (EUR).
- 1939-1940, Nápoles: reestructuración de la sede del Banco di Napoli.
- 1941, Roma: demolición de las spina di Borgo para la apertura de la Vía della Conciliazione.